# Bochara parva
Bochara parva är en insektsart som först beskrevs av Kirby 1906.  Bochara parva ingår i släktet Bochara och familjen Flatidae. Inga underarter finns listade i Catalogue of Life.